# Wilhem Belocian
Wilhem Belocian (ur. 22 lipca 1995) – francuski lekkoatleta gwadelupskiego pochodzenia specjalizujący się w biegu na 110 metrów przez płotki.
Podczas mistrzostw świata juniorów młodszych w 2011 zdobył brązowy medal w biegu przez płotki oraz dodatkowo w sztafecie szwedzkiej. W tym samym sezonie brał udział w olimpijskim festiwalu młodzieży Europy, podczas którego był członkiem francuskiej sztafety 4 × 100 metrów która zdobyła złoty medal (indywidualnie w biegu płotkarskim zdobył srebro). Brązowy medalista mistrzostw świata juniorów z 2012. Rok później został mistrzem Europy juniorów. W 2014, ustanawiając z czasem 12,99 nowy rekord świata juniorów, zdobył złoty medal juniorskich mistrzostw świata w Eugene. W 2016 stanął na najniższym stopniu podium mistrzostw Europy.
Rekord życiowy w biegu na 110 metrów przez płotki o wysokości 106,7 cm: 13,07 (2 lipca 2023, La Chaux-de-Fonds); o wysokości 99 cm: 12,99 (24 lipca 2014, Eugene) rekord świata juniorów; bieg na 60 metrów przez płotki – 7,42 (7 marca 2021, Toruń). Płotkarz do 2014 był posiadaczem najlepszego w historii wyniku wśród juniorów młodszych w biegu na 110 metrów przez płotki (o wysokości 91,4 cm) – 13,12 (21 lipca 2012, Lens).

## Osiągnięcia
| Rok  | Impreza                                    | Miejsce         | Konkurencja                | Pozycja    | Wynik   |
| ---- | ------------------------------------------ | --------------- | -------------------------- | ---------- | ------- |
| 2011 | Mistrzostwa świata juniorów młodszych      | Lille Metropole | bieg na 110 m przez płotki | 3. miejsce | 13,51   |
| 2011 | Mistrzostwa świata juniorów młodszych      | Lille Metropole | sztafeta szwedzka          | 3. miejsce | 1:51,81 |
| 2011 | Letni olimpijski festiwal młodzieży Europy | Trabzon         | sztafeta 4 × 100 m         | 1. miejsce | 40,90   |
| 2011 | Letni olimpijski festiwal młodzieży Europy | Trabzon         | bieg na 110 m przez płotki | 2. miejsce | 13,50   |
| 2012 | Mistrzostwa świata juniorów                | Barcelona       | bieg na 110 m przez płotki | 3. miejsce | 13,29   |
| 2013 | Mistrzostwa Europy juniorów                | Rieti           | bieg na 110 m przez płotki | 1. miejsce | 13,18   |
| 2013 | Mistrzostwa Europy juniorów                | Rieti           | sztafeta 4 × 100 m         | 4. miejsce | 40,07   |
| 2014 | Mistrzostwa świata juniorów                | Eugene          | bieg na 110 m przez płotki | 1. miejsce | 12,99   |
| 2015 | Halowe mistrzostwa Europy                  | Praga           | bieg na 60 m przez płotki  | 3. miejsce | 7,52    |
| 2016 | Mistrzostwa Europy                         | Amsterdam       | bieg na 110 m przez płotki | 3. miejsce | 13,33   |
| 2016 | Igrzyska olimpijskie                       | Rio de Janeiro  | bieg na 110 m przez płotki | eliminacje | DQ      |
| 2019 | Halowe mistrzostwa Europy                  | Glasgow         | bieg na 60 m przez płotki  | 7. miejsce | 7,68    |
| 2019 | Uniwersjada                                | Neapol          | bieg na 110 m przez płotki | 2. miejsce | 13,30   |
| 2019 | Mistrzostwa świata                         | Doha            | bieg na 110 m przez płotki | półfinał   | 13,60   |
| 2021 | Halowe mistrzostwa Europy                  | Toruń           | bieg na 60 m przez płotki  | 1. miejsce | 7,42    |
| 2021 | Igrzyska olimpijskie                       | Tokio           | bieg na 110 m przez płotki | eliminacje | DQ      |
| 2022 | Halowe mistrzostwa świata                  | Belgrad         | bieg na 60 m przez płotki  | 8. miejsce | 7,67    |
| 2023 | Mistrzostwa świata                         | Budapeszt       | bieg na 110 m przez płotki | 8. miejsce | 13,32   |
| 2024 | Halowe mistrzostwa świata                  | Glasgow         | bieg na 60 m przez płotki  | półfinał   | 7,64    |
| 2024 | Igrzyska olimpijskie                       | Paryż           | bieg na 110 m przez płotki | półfinał   | 13,52   |
| 2025 | Halowe mistrzostwa Europy                  | Apeldoorn       | bieg na 60 m przez płotki  | 2. miejsce | 7,45    |
| 2025 | Halowe mistrzostwa świata                  | Nankin          | bieg na 60 m przez płotki  | 2. miejsce | 7,54    |